# Повешение, потрошение и четвертование

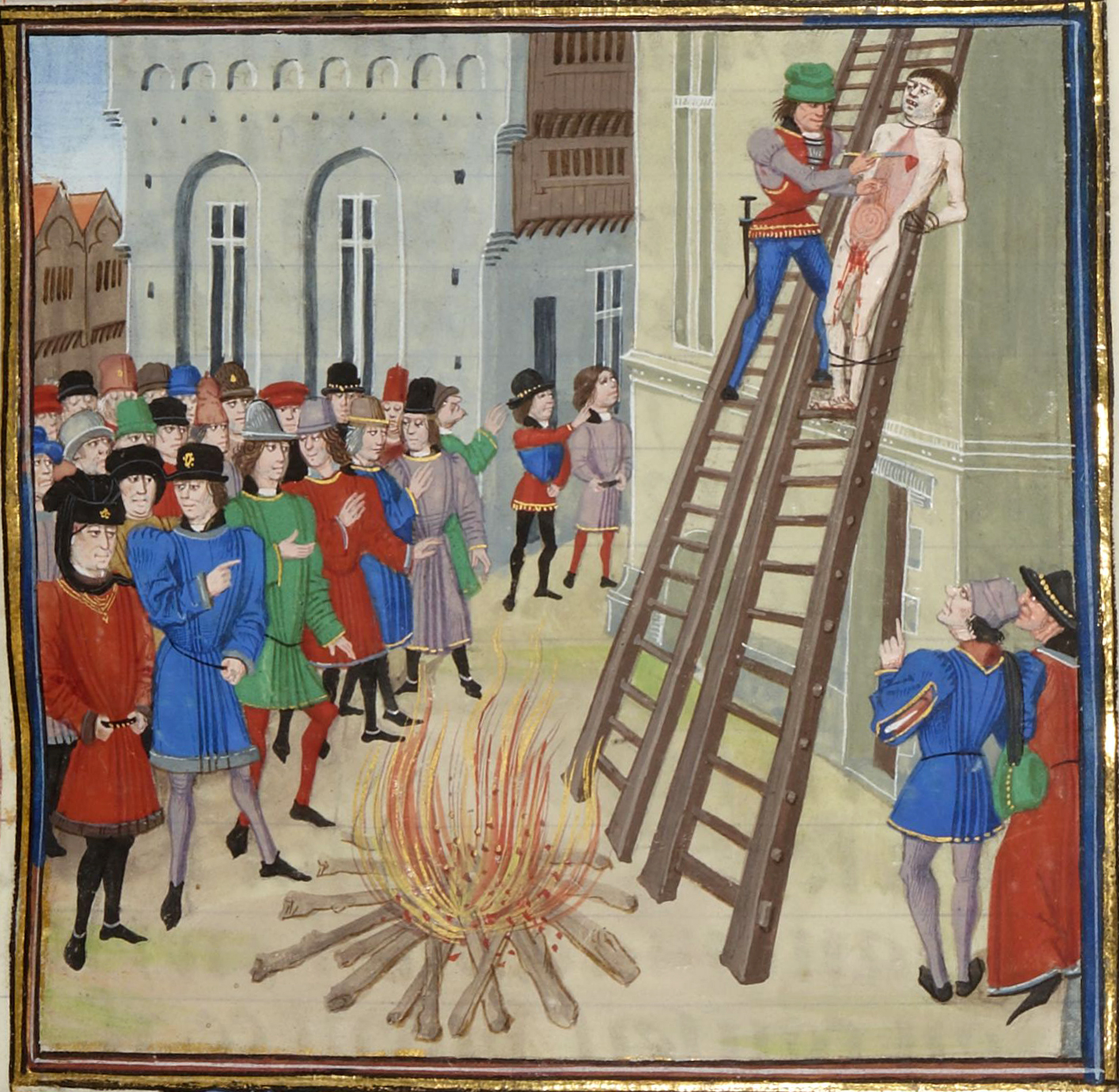
Казнь Хью ле Диспенсера Младшего (1326). Миниатюра из «Фруассар» Людовика ван Груутузе. 1470-е годы

Повешение, потрошение и четвертование (англ. [to be] hanged, drawn and quartered) — вид смертной казни, возникший в Англии в правление короля Генриха III (1216—1272) и его преемника Эдуарда I (1272—1307) и официально учреждённый в 1351 году в качестве наказания для мужчин, признанных виновными в государственной измене. Приговорённых привязывали к деревянным салазкам, напоминавшим кусок плетёной изгороди, и протаскивали лошадьми к месту казни, где последовательно вешали (не давая задохнуться до смерти), кастрировали, потрошили, четвертовали и обезглавливали. Останки казнённых выставлялись напоказ в наиболее известных публичных местах королевства и столицы, в том числе на Лондонском мосту. Женщин, приговорённых к казни за государственную измену, из соображений «общественного приличия» сжигали на костре.
Суровость приговора диктовалась серьёзностью преступления. Государственная измена, ставившая под угрозу авторитет монарха, считалась деянием, заслуживавшим чрезвычайного наказания, — и хотя за всё время, пока оно практиковалось, нескольким из осуждённых приговор был смягчён, и они подверглись менее жестокой и позорной казни, к большинству изменников английской короны (включая множество католических священников, казнённых в Елизаветинскую эпоху, и группу цареубийц, причастных к смерти короля Карла I в 1649 году) была применена высшая санкция средневекового английского закона.
Несмотря на то, что парламентский акт, определяющий понятие государственной измены, по-прежнему является составной частью действующего законодательства Соединённого Королевства, в ходе реформы британской правовой системы, длившейся бо́льшую часть XIX века, казнь через повешение, потрошение и четвертование была заменена волочением лошадьми, повешением до смерти, посмертным обезглавливанием и четвертованием, затем признана устаревшей и упразднена в 1870 году. В 1998 году смертная казнь за государственную измену в Великобритании была окончательно отменена.

## Измена в Англии
В эпоху Высокого Средневековья преступники, осуждённые за измену, подлежали в Англии ряду разнообразных наказаний, включая волочение лошадьми и повешение. В XIII веке были введены другие, более жестокие способы казни, в том числе потрошение, сожжение, отсечение головы и четвертование. 

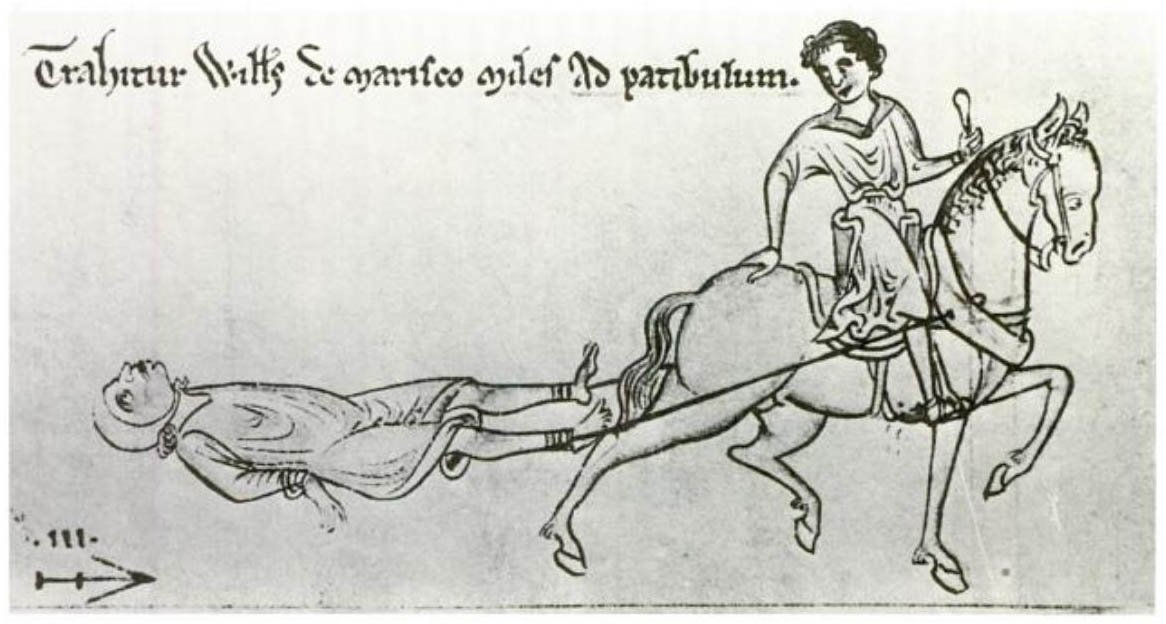
Уильям де Мариско, волочимый к месту казни. Иллюстрация из «Chronica Majora» Матвея (Мэтью) Парижского. 1240-е годы

По сообщению английского хрониста XIII века Матвея (Мэтью) Парижского, в 1238 году некий «учёный оруженосец» (лат. armiger lit[t]eratus) совершил неудачное покушение на короля Генриха III. Летописец подробно описывает казнь несостоявшегося убийцы: преступник был «разорван лошадьми, затем обезглавлен, а тело его было разделено на три части; каждую из частей проволокли через один из главных городов Англии, после чего вздёрнули на виселице, употребляемой для разбойников». Вероятно, покушавшийся был подослан Уильямом де Мариско — государственным преступником, несколькими годами ранее убившим лицо, находившееся под королевской защитой, и бежавшим на остров Ланди. Де Мариско, схваченного в 1242 году, по приказу Генриха проволокли от Вестминстера до Тауэра и повесили, после чего его труп был выпотрошен, внутренности сожжены, тело четвертовано, а останки развезены по разным городам страны. Казни, следовавшие новоучреждённому ритуалу, участились в царствование Эдуарда I. Валлиец Давид III ап Грифид, младший брат последнего независимого правителя Уэльса Лливелина III, стал первым дворянином в Англии, подвергшимся повешению, потрошению и четвертованию после того, как возглавил борьбу Уэльса против английской аннексии, объявив себя принцем Уэльским и «лордом Сноудона». Сопротивление Давида привело Эдуарда в такую ярость, что монарх потребовал для бунтовщика особенной, небывало жестокой кары. После пленения Давида и суда над ним в 1283 году в наказание за предательство он был проволочён лошадьми к месту исполнения приговора; в наказание за убийство английских дворян — повешен; в наказание за то, что английские дворяне были убиты в день Пасхи, труп преступника был выпотрошен, а внутренности — сожжены; в наказание за то, что заговор Давида, имевший целью убийство монарха, распространился на разные части королевства, тело бунтовщика было четвертовано, его части разосланы по всей стране, а голова помещена на вершину Тауэра. Судьбу Давида разделил Уильям Уоллес, схваченный и осуждённый в 1305 году. Вождя шотландских повстанцев, увенчанного шутовской лавровой короной, проволокли к Смитфилду, повесили и обезглавили, после чего его внутренности были извлечены из тела и сожжены, труп рассечён на четыре части, голова выставлена на Лондонском мосту, а останки разосланы в Ньюкасл, Берик, Стерлинг и Перт.

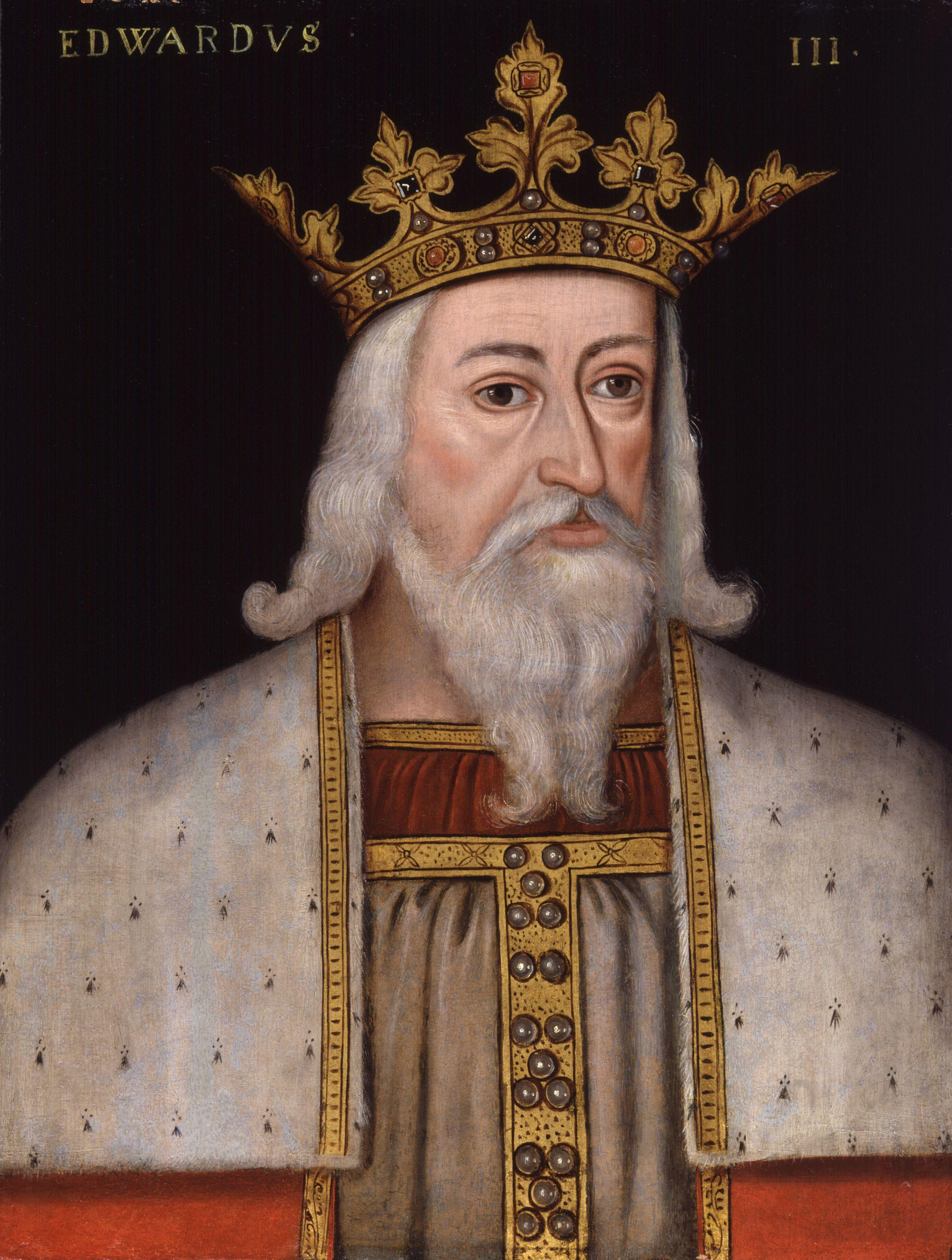
Король Эдуард III, в правление которого был принят Акт об измене, содержавший первое в английской истории официальное юридическое определение Государственная измена в Великобритании

Эти и другие казни, в том числе казнь Эндрю Харкли, 1-го графа Карлайла, и Хью ле Диспенсера Младшего, произошли в царствование Эдуарда II, когда ни сам акт измены, ни наказание за неё не имели строгого определения в английском общем праве. Изменой считалось нарушение лояльности суверену любым его подданным в возрасте от четырнадцати лет; при этом привилегия решать, имело ли место такое нарушение в том или ином случае, оставалась за королём и его судьями. Судьи Эдуарда III трактовали действия, составлявшие государственную измену, слишком общо́, «объявляя изменами [обычные] уголовные преступления и подкрепляя обвинительные акты болтовнёй об узурпации королевской власти». Это привело к участившимся парламентским запросам о прояснении законодательства, и в 1351 году Эдуард III учредил новый закон, содержавший первое в английской истории официальное юридическое определение государственной измены. Законодательный акт, принятый в эпоху, когда само право монархического властвования считалось неотъемлемым и бесспорным, сосредоточивался преимущественно на защите трона и суверена. Новый закон уточнил прежнее толкование, разделив преступления, традиционно именовавшиеся изменой, на два класса.
Малая измена подразумевала убийство хозяина или лорда слугой, убийство мужа женой и убийство прелата рядовым священнослужителем. Мужчины, виновные в малой измене, приговаривались к волочению и повешению, женщины — к сожжению на костре.
Государственная измена (англ. high treason) объявлялась тягчайшим из всех возможных преступлений. Посягательство на королевскую власть приравнивалось к непосредственному покушению на жизнь монарха, прямо угрожавшему его статусу суверена и высочайшему праву царствования. Поскольку подобная угроза подвергала опасности устои самого государства, возглавляемого монархом, абсолютно необходимым и единственно справедливым возмездием за указанное преступление провозглашалась высшая мера наказания — мучительная казнь. Практическое различие между казнями за малую и государственную измены состояло в порядке следования составляющих ритуала: вместо волочения и повешения, полагавшихся за малую измену, мужчины-изменники приговаривались к повешению, потрошению и четвертованию, женщины (чья анатомия считалась «неподходящей» для традиционных процедур) — к волочению и сожжению на костре. Подданный английской короны объявлялся изменником государства в том случае, если он: «замышлял или воображал» убийство короля, его жены или его старшего сына и наследника; осквернял жену короля, его незамужнюю старшую дочь или жену его старшего сына и наследника; начинал войну против короля в его королевстве; переходил на сторону врагов короля в его королевстве, предоставляя им помощь и приют в пределах и за пределами королевства; подделывал Большую или Малую государственную печать, а также монеты королевской чеканки; умышленно ввозил в королевство фальшивые деньги; убивал лорда-канцлера, лорда-казначея или одного из королевских судей при исполнении ими государственных обязанностей. При этом, однако, закон никак не ограничивал право монарха лично определять круг деяний, квалифицируемых как государственная измена. Поздне́е, благодаря сопровождавшей закон специальной оговорке, английские судьи получили возможность расширять этот круг по своему усмотрению, трактуя те или иные правонарушения как «предполагаемую измену». Несмотря на то, что действие закона распространялось также на жителей английских колоний обеих Америк, по обвинению в государственной измене было казнено лишь несколько человек в североамериканских провинциях Мэриленд и Виргиния; при этом традиционной казни через повешение, потрошение и четвертование подверглись всего два колониста: виргинец Уильям Мэтьюс (англ. William Matthews; 1630) и житель Новой Англии Джошуа Теффт (англ. Joshua Tefft; между 1670 и 1680). В дальнейшем жителей североамериканских колоний, осуждённых за измену английскому монарху, казнили обычным повешением или амнистировали.
Для обвинения английского подданного в государственной измене было достаточно свидетельских показаний одного лица (с 1552 года — двух лиц). Подозреваемые последовательно подвергались конфиденциальному допросу в Тайном совете и публичному суду. Подсудимым не полагалось ни свидетелей защиты, ни адвоката; в их отношении действовала презумпция вины, немедленно переводившая их в категорию поражённых в правах. Положение изменилось лишь в конце XVII века, когда многочисленные обвинения в «предательстве», в течение нескольких лет выдвигавшиеся против представителей партии вигов их политическими оппонентами, сделали необходимым принятие нового, пересмотренного и дополненного Акта об измене (1695). Согласно новому закону, лицам, обвинявшимся в государственной измене, предоставлялось право на адвоката, свидетелей защиты, присяжных и копию обвинительного акта. Для преступлений, прямо не угрожавших жизни монарха, устанавливался трёхлетний срок давности.

## Исполнение приговора

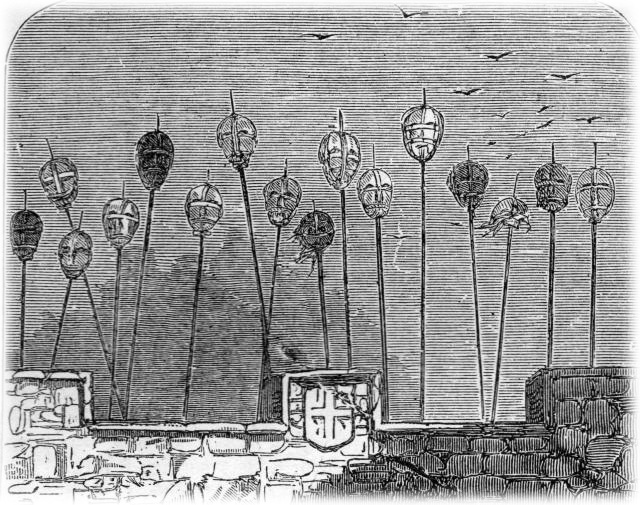
Головы казнённых, насаженные на пики при входе на Лондонский мост. Рисунок из «Иллюстрированной истории Англии Кэссел, Джон» (John Cassell’s Illustrated History of England, 1858)

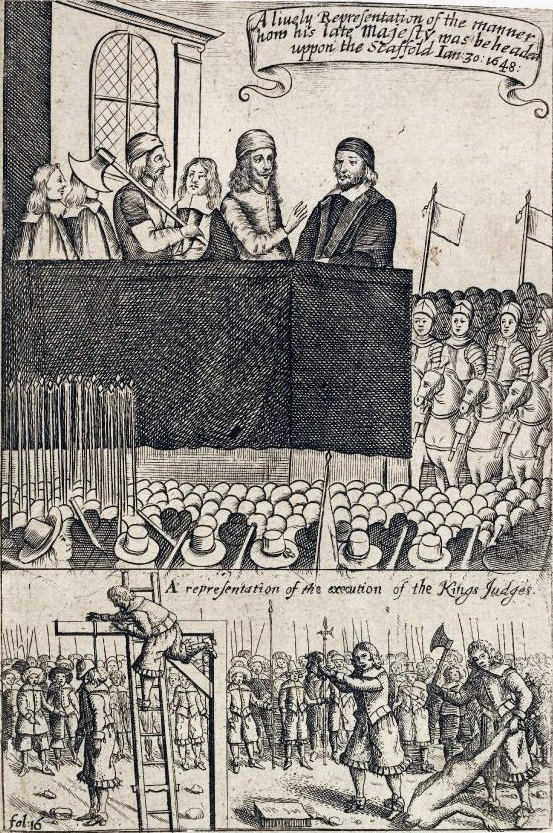
«Наглядное изображение обстоятельств, при коих его покойное Величество был обезглавлен на эшафоте Янв 30: 1648 // Изображение казни Судей Короля» (A liuely Representation of the manner how his late Majesty was beheaded uppon the Scaffold Ian 30: 1648 // A representation of the execution of the Kings Judges). Вверху — Карл I, ожидающий исполнения приговора. Внизу — повешение одного из цареубийц и четвертование другого, сопровождаемое демонстрацией толпе его отсечённой головы

Между оглашением и исполнением приговора обычно проходило несколько дней, в течение которых осуждённые содержались по месту заключения. Вероятно, в эпоху раннего Средневековья преступника волокли на казнь, просто привязав его сзади к лошади. Поздне́е утвердилась традиция, согласно которой осуждённого привязывали к запряжённым лошадью деревянным салазкам, напоминавшим створку ворот плетёной изгороди («хёрдл»; англ. hurdle). По мнению британского юриста и историка Фредерика Уильяма Мейтленда, это требовалось для того, чтобы «[предоставить] в распоряжение палача ещё живое тело». Глагол to draw, входящий в официальное именование казни, делает не вполне очевидным действительный порядок следования ритуальных процедур. Одно из определений to draw во втором издании Оксфордского словаря английского языка (1989) — «извлекать из тела внутренности или кишки; потрошить (домашнюю птицу и т. п. перед приготовлением; изменника или иного преступника — после повешения)» (англ. to draw out the viscera or intestines of; to disembowel [a fowl, etc. before cooking, a traitor or other criminal after hanging]) — сопровождается примечанием: «из обстоятельств большинства казней не ясно, подразумевается ли в их названии указанное значение или значение 4 (Волочение [преступника], привязанного к хвосту лошади, деревянным салазкам и т. п., к месту казни; принятое в старинном праве наказание за государственную измену). Судя по всему, в случаях, когда drawn [„проволочён“ или „выпотрошен“] упоминается после hanged [„повешен“], речь идёт именно о потрошении» (англ. in many cases of executions it is uncertain whether this, or sense 4 [To drag (a criminal) at a horse’s tail, or on a hurdle or the like, to the place of execution; formerly a legal punishment of high treason], is meant. The presumption is that where drawn is mentioned after hanged, the sense is as here). По мнению индийского историка Рама Шарана Шармы: «В тех случаях, когда — как в шутливой присказке „повешен, потрошён и четвертован“ (означающей человека, от которого удалось окончательно избавиться) — слово hanged или hung предшествует слову drawn, его следует понимать именно как потрошение изменника». Противоположного взгляда придерживается британский историк и писатель Иэн Мортимер. В эссе, опубликованном им на собственном сайте, утверждается, что извлечение внутренностей из тела преступника — несомненно, применявшееся во многих средневековых казнях — стало расцениваться как заслуживающее отдельного упоминания лишь в новое время, и отождествление drawing с потрошением следует считать ошибочным. По мнению Мортимера, упоминание волочения после повешения объясняется тем, что волочение было малозначительной, второстепенной составляющей традиционного ритуала.
По некоторым свидетельствам, в царствование Марии I публика, наблюдавшая за казнью, открыто подбадривала осуждённых. В большинстве случаев, однако, преступники, ведомые к эшафоту, подвергались жестокому поруганию от собравшихся. Идущего на казнь Уильяма Уоллеса хлестали плетьми, пинали, забрасывали гнильём и отбросами. Священник Томас Причард, казнённый в 1587 году, едва достиг виселицы, до полусмерти растерзанный толпой. Со временем в Англии утвердился обычай, согласно которому за приговорёнными следовал один из «ревностных и благочестивых мужей», призывавший их к покаянию. По сообщению Сэмюела Кларка, пуританскому священнику Уильяму Перкинсу однажды удалось прямо под виселицей убедить некоего юношу в том, что тот уже заслужил прощение Всевышнего, после чего осуждённый встретил смерть «со слезами радости на глазах <…> — так, будто действительно узрел избавление от ада, столь страшившего его прежде, и отверстые небеса, готовые принять его душу».
После оглашения приговора королевского суда публика расступалась перед эшафотом, и преступнику предоставлялась возможность произнести последнее слово. Несмотря на то, что содержание речей приговорённых обычно сводилось к признанию вины (хотя в прямой государственной измене сознавались лишь единицы), за выступлениями пристально следили стоявшие рядом шериф и священник, готовые в любой момент пресечь крамолу. Последнее слово католического священника Уильяма Дина, казнённого в 1588 году, было сочтено столь неподобающим, что оратору заткнули рот — так, что Дин едва не задохнулся от кляпа. Иногда от осуждённых требовали признания лояльности монарху или прояснения тех или иных политических вопросов. Перед казнью Эдмунда Дженнингса в 1591 году «охотник на священников» Ричард Топклифф призвал его сознаться в измене. Дженнингс ответил: «Ежели отслужить мессу означает измену — да, я сознаюсь в измене и горжусь ею», — после чего Топклифф, велев Дженнингсу замолчать, приказал палачу столкнуть его с приставной лестницы. Иногда при казни присутствовал свидетель, чьи показания привели осуждённого на эшафот. В 1582 году тайный агент правительства Джон Мандей (англ. John Munday), наблюдавший за казнью выданного им властям католического священника Томаса Форда, публично подтвердил слова шерифа о признании, якобы полученном от самого Форда.
Настроения, обнаруживавшиеся в предсмертных речах, во многом определялись условиями тюремного заключения приговорённых. Большинство священников-иезуитов, несмотря на применявшиеся к ним в тюрьме изощрённые пытки, до конца отрицало свою вину, тогда как высокопоставленные вельможи, напротив, чаще других спешили сознаться в содеянном. Возможно, за скорым раскаянием стоял страх подвергнуться мучительному потрошению вместо обычного отсечения головы, а за внешней покорностью судьбе — тайное убеждение в том, что совершённое преступление хотя и было достаточно серьёзным, всё же не составляло государственной измены. Другой причиной примерного поведения на эшафоте могло быть стремление осуждённых отвести от своих наследников угрозу лишения наследства.
Иногда приговорённого заставляли наблюдать за умерщвлением других изменников — часто его сообщников — за несколько минут до своей собственной казни. В 1584 году священника Джеймса Белла (англ. James Bell) принудили смотреть на то, как его компаньон Джон Финч был «разделан начетыре» (англ. a-quarter-inge). В 1588 году осуждённых на смерть католиков Эдуарда Джеймса и Фрэнсиса Эдвардса (англ. Francis Edwardes), отказавшихся признать религиозное верховенство Елизаветы I, заставили наблюдать за казнью своего единомышленника Ральфа Крокетта.
Обычно приговорённых — в одной рубашке, со связанными впереди руками — вешали, по знаку шерифа сталкивая с приставной лестницы или телеги. Цель состояла в том, чтобы вызывать непродолжительную странгуляцию, не приводившую к смерти, — хотя некоторые из казнимых всё же погибали преждевременно (так, смерть священника Джона Пэйна, казнённого в 1582 году, наступила почти мгновенно после того, как на ногах у него повисли несколько человек). Отдельных, крайне непопулярных у публики преступников — как, например, Уильяма Хэкета (ум. 1591) — снимали с верёвки всего через несколько минут, немедленно подвергая потрошению и кастрации. По свидетельству английского юриста, знатока и толкователя общего права Эдварда Кока, последняя требовалась для того, чтобы «показать, что его [преступника] потомки лишены наследства с порчею крови».

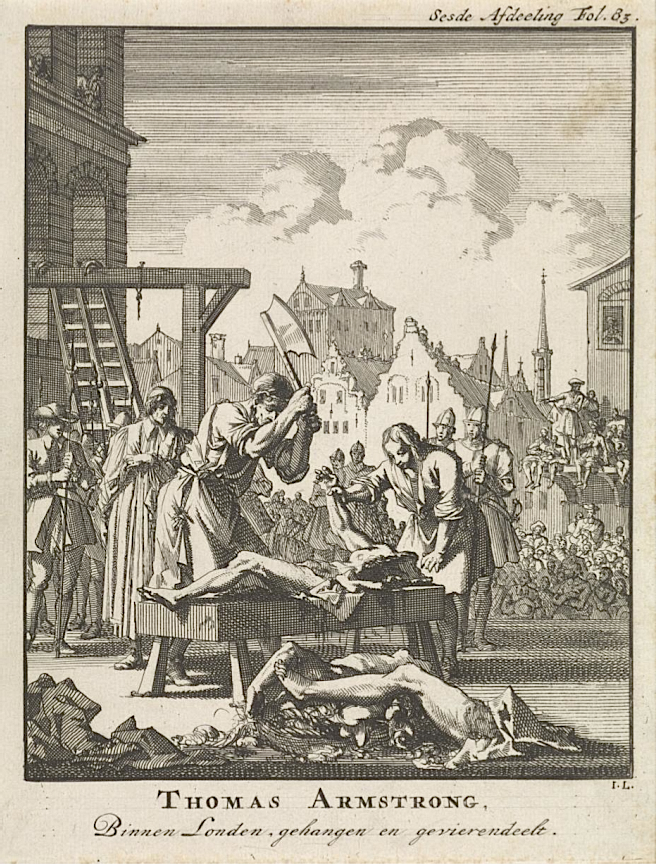
Казнь Томаса Армстронга. Гравюра. 1684

Казнимые, всё ещё сохранявшие сознание к этому моменту, могли наблюдать за сожжением собственных внутренностей, после чего их сердце вырезали из груди, голову отделяли от тела, а тело рассекали на четыре части. По рассказам очевидцев, в октябре 1660 года убийца Карла I генерал-майор Томас Харрисон, до этого провисевший в петле несколько минут, с уже вскрытым для потрошения животом неожиданно приподнялся и ударил палача, после чего тот поспешил отсечь ему голову. Внутренности казнённого были брошены в разожжённый рядом костёр. Голову казнённого установили на салазки, доставившие к эшафоту его единомышленника — цареубийцу Джона Кука, затем выставили в Вестминстер-холле. Останки Харрисона были прибиты к лондонским городским воротам. Джон Хоутон, казнённый в 1535 году, во время потрошения читал молитву, а в последний момент вскричал: «Добрый Иисусе, что вы сделаете с моим сердцем?». Палачи часто бывали неопытны, и процедура казни не всегда проходила гладко. В 1584 году палач Ричарда Уайта (Гвина) попытался извлечь внутренности казнимого, проделав отверстие в его животе — но после того, как «сей приём не возымел успеха, разворотил ему грудь мясницким топором до хребта, самым жалким образом». Гаю Фоксу, приговорённому к казни в январе 1606 года за участие в Пороховом заговоре, удалось перехитрить палача, спрыгнув с виселицы и сломав себе шею.
Письменных свидетельств о том, как именно производилось четвертование, не сохранилось, но на гравюре, изображающей казнь Томаса Армстронга (1684), видно, как палач, разделив тело надвое вдоль позвоночника, отрубает ноги на уровне бедра. Судьба останков Давида ап Грифида описана шотландским писателем и политическим деятелем Гербертом Максвеллом: «правую руку с кольцом на пальце [отправили] в Йорк; левую руку — в Бристоль; правую ногу и бедро — в Нортгемптон; левую [ногу] — в Херефорд. Но голову злодея сковали железом, дабы не распалась на куски от гниения, насадили на длинное древко и выставили на видном месте — на посмешище Лондону». После казни в 1660 году цареубийц, причастных к смерти Карла I (1649), мемуарист Джон Ивлин написал: «Я не видел самой расправы, но встретил их останки, — изуродованные, изрубленные, зловонные — когда их везли прочь от виселицы в корзинах на салазках». По традиции останки обдавались кипятком и выставлялись на всеобщее обозрение как устрашающее напоминание о наказании за государственную измену — обычно в тех местах, где изменник устраивал заговор или находил поддержку. Головы казнённых нередко выставлялись на Лондонском мосту, в течение нескольких столетий служившем южным въездом в город. Сохранились описания подобных демонстраций, оставленные рядом известных мемуаристов. По свидетельству Жозефа Жюста Скалигера (1566), «в Лондоне на мосту было множество голов… Я сам видел их — будто мачты судов, с насаженными на верхушки частями человеческих трупов». В 1602 году герцог Штеттинский, подчёркивая зловещее впечатление, производимое выставленными на мосту головами, написал: «У въезда на мост, с пригородной стороны, торчали головы тридцати джентльменов высокого положения, казнённых за измену и тайные деяния против Королевы». Практика выставления голов казнённых на Лондонском мосту завершилась в 1678 году с повешением, потрошением и четвертованием Уильяма Стэли (англ. William Staley) — жертвы сфабрикованного дела о «папистском заговоре». Останки Стэли были отданы его родственникам, поспешившим устроить торжественные похороны — столь разгневав этим коронера, что тот приказал вырыть тело и повесить его на городских воротах.

## Новое время
Другая жертва «Папистского заговора» — архиепископ Армы Оливер Планкетт — стал последним английским католическим священником, подвергшимся повешению, потрошению и четвертованию в Тайберне в июле 1681 года. Палач Планкета был подкуплен, благодаря чему останки казнённого избежали сожжения; ныне его голова экспонируется в церкви Святого Петра в Дроэде. Тем же способом были казнены несколько захваченных в плен офицеров — участников якобитского восстания 1745 года. К тому времени палач был наделён известной свободой выбора относительно момента, когда следовало прекращать страдания казнимых, и все приговорённые были умерщвлены до того, как подверглись потрошению. В 1781 году французский шпион Франсуа Анри де ля Мотт провисел в петле почти час, прежде чем его сердце было вырезано из груди и сожжено. В следующем году в Портсмуте был повешен, обезглавлен и четвертован Дэвид Тайри (англ. David Tyrie). В двадцатитысячной толпе, наблюдавшей за его казнью, возникла драка за части трупа; наиболее удачливым достались трофеи в виде конечностей и пальцев казнённого. В 1803 году к повешению, потрошению и четвертованию были приговорены ирландец Эдуард Деспард, замышлявший убийство короля Георга III, и шестеро участников его заговора. Прежде чем преступники были повешены и обезглавлены на крыше тюрьмы Хорсмонгер-Лейн, их усадили на деревянные салазки, запряжённые лошадьми, и по обычаю проволокли несколько раз вокруг тюремного двора. За расправой, как и в случае с казнью Тайри, наблюдала аудитория, насчитывавшая около двадцати тысяч зрителей. Сохранился рассказ очевидца, описывающий ход казни после того, как Деспард произнёс своё последнее слово:
| Сие энергичное, но подстрекательское выступление было встречено столь бурными возгласами одобрения, что Шериф, знаком велев Священнику уйти, приказал Полковнику Деспарду замолчать. Осуждённым натянули на глаза колпаки — притом было видно, что Полковник снова поправляет узел под левым ухом; в без семи минут девять был дан сигнал, помост упал, и все они отправились в вечность. Благодаря мере предосторожности, предпринятой Полковником, он, кажется, почти избежал страданий; остальные также не особенно сопротивлялись — за исключением Броутона, самого дерзкого и нечестивого из всех. Вуд, солдат, долго не умирал. Палачи сошли с эшафота и принялись тянуть повешенных за ноги. Пока Макнамара и Вуд висели, с их пальцев упало несколько капель крови. Через тридцать семь минут, в половине десятого, тело Полковника срезали с верёвки, стащили с него сюртук и жилет и уложили труп на опилки, головою на плаху. Хирург, пытаясь отрезать голову от тела простым скальпелем, пропустил необходимое сочленение и кромсал шею до тех пор, пока палач не схватил голову руками и не провернул её несколько раз; лишь тогда её с трудом удалось отделить от туловища. После сего палач воздел голову над собой, возгласив: «Смотрите на голову ЭДУАРДА МАРКУСА ДЕСПАРДА, Предателя!». Ту же церемонию поочерёдно исполнили над остальными, и к десяти часам всё было кончено. |

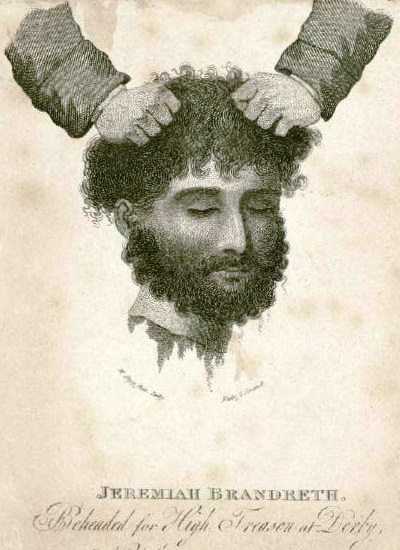
Отсечённая голова Иеремии Брандрета — одного из последних английских преступников, приговорённых к повешению, потрошению и четвертованию

Шерифы, наблюдавшие за сожжением Изабеллы Кондон (англ. Isabella Condon) в 1779 и Фиби Харрис (англ. Phoebe Harris) в 1786 году, намеренно завысили необходимые для казни суммы расходов — по мнению французского историка доктора Симона Девро (фр. Dr Simon Devereaux), исключительно из-за отвращения к жестоким спектаклям, на которых вынуждены были присутствовать по долгу службы. Судьба Харрис побудила британского политика и филантропа Уильяма Уилберфорса поддержать законопроект, отменявший практику казней через сожжение; один из пунктов билля, однако, предусматривал анатомическое вскрытие преступников (кроме убийц), из-за чего весь законопроект был отклонён Палатой лордов. Тем не менее после сожжения в 1789 году фальшивомонетчицы Кэтрин Мёрфи её приговор был опротестован в парламенте Бенджамином Хэмметтом (англ. Benjamin Hammett), назвавшим подобную казнь одним из «диких пережитков нормандской политики». Год спустя, на волне растущего общественного недовольства казнями через сожжение, парламент принял Акт об измене (1790), устанавливавший для женщин-изменниц казнь через обычное повешение. За ним последовал Акт об измене (1814), принятый по инициативе законодателя-реформатора Сэмюэла Ромилли — под влиянием своего друга, выдающегося философа-утилитариста Иеремии Бентама, неоднократно заявлявшего, что карательные законы должны служить исправлению преступного поведения, тогда как суровость британских законов, призванная устрашать потенциальных преступников, напротив, лишь способствует росту преступности. В 1806 году, избранный членом парламента от Куинсборо, Ромилли принялся за исправление законодательства, охарактеризованного им как «наш жестокий и варварский уголовный кодекс, написанный кровью». Добившись отмены смертной казни за отдельные виды воровства и бродяжничество, в 1814 году реформатор предложил приговаривать преступников, виновных в государственной измене, к обычному повешению до смерти с последующей передачей тела в распоряжение короля. Когда Ромилли возразили, что подобное наказание за измену будет менее сурово, чем казнь за рядовое убийство, он признал, что голову трупа всё же следует отсекать — обеспечивая тем самым «соразмерное наказание и надлежащее клеймо». Такая казнь была применена к Иеремии Брандрету — предводителю Пинтричского восстания и одному из троих преступников, казнённых в 1817 году в тюрьме Дерби. Подобно Эдуарду Деспарду и его сообщникам, все трое были ритуально проволочены к эшафоту и повешены. Через час после повешения головы казнённых, по настоянию принца-регента, должны были отсечь топором, но нанятый в качестве палача местный углекоп не имел необходимого опыта и, потерпев неудачу после первых двух ударов, закончил дело ножом. Когда он поднял первую отрезанную голову и по обычаю выкрикнул имя казнённого, толпа, охваченная ужасом, разбежалась. Иная реакция наблюдалась в 1820 году, когда в разгар общественных волнений во дворе Ньюгейтской тюрьмы были повешены и обезглавлены пятеро соучастников заговора Кейто-стрит. Несмотря на то, что декапитация была выполнена профессиональным хирургом, после ритуального выкрикивания имени казнённого толпа рассвирепела настолько, что палачи были вынуждены укрыться за тюремными стенами. Заговор стал последним преступлением, виновные в котором были казнены через повешение, потрошение и четвертование.
Преобразование британского законодательства продолжалось в течение всего XIX столетия усилиями ряда политических деятелей, — в том числе Джона Рассела — стремившихся свести к минимуму количество преступлений, каравшихся смертной казнью. Благодаря реформаторской деятельности министра внутренних дел Роберта Пиля казнь за «малую измену» была отменена Актом о преступлениях против личности (1828), устранившим юридическое различие между преступлениями, ранее составлявшими «малую измену», и убийством. Королевская комиссия по смертной казни (1864—1866) рекомендовала воздержаться от пересмотра законов об измене, ссылаясь на принятый в 1848 году «более милосердный» Акт о преступной измене, ограничивший наказание за большинство видов измены каторжными работами. В отчёте комиссии, отмечавшем перемену в массовом отношении к публичным казням, отчасти обусловленную ростом общественного благосостояния в эпоху Промышленной революции, утверждалось, что «для бунта, убийства или насилия иного рода <…>, по нашему мнению, следует сохранить высшую меру наказания» — несмотря на то, что последний на то время (и, как выяснилось позднее, последний в истории) приговор к повешению, потрошению и четвертованию был вынесен в ноябре 1839 года, причём смертная казнь для приговорённых участников Ньюпортского чартистского восстания была заменена каторгой. Министр внутренних дел Спенсер Хорейшо Уолпол заявил комиссии, что практика публичных казней стала «столь деморализующей, что, вместо того, чтобы оказывать положительное воздействие, имеет тенденцию скорее ожесточать общественное мнение, нежели удерживать преступный класс от совершения преступлений». Комиссия рекомендовала производить казни конфиденциально — за тюремными стенами, не привлекая публичного внимания — «с соблюдением процедур, сочтённых необходимыми для того, чтобы предотвратить злоупотребления и не оставить у публики сомнений в том, что всё было исполнено по закону». Практика публичных казней была официально прекращена два года спустя с принятием Поправки к Акту о смертной казни (1868), представленной на рассмотрение парламента министром внутренних дел Гэзорном Харди. Предложенная перед третьим чтением законопроекта поправка, полностью отменявшая смертную казнь, была отвергнута 127 голосами против 23.
Казнь через повешение, потрошение и четвертование была официально признана «устаревшей в Англии» Актом о конфискации (1870), принятым британским парламентом по повторной (после 1864) инициативе члена Палаты общин либерала Чарльза Форстера. Закон положил конец практике конфискации земель и имущества уголовных преступников, обрекавшей членов их семей на нищету, одновременно ограничив наказание за измену обычным повешением — хотя и не упразднив оговорённое в законе 1814 года право монарха заменять повешение отсечением головы. Смертная казнь за измену была окончательно отменена Актом о преступлении и беспорядках (1998), позволившим Великобритании ратифицировать шестой протокол Европейской конвенции о защите прав человека и основных свобод в 1999 году.

## Известные лица, приговорённые к повешению, потрошению и четвертованию
Основная статья: Список известных лиц, приговорённых к повешению, потрошению и четвертованию
- Давид III ап Грифид (1238—1283) — принц Уэльский, младший брат последнего независимого правителя Уэльса Лливелина III.
- Уильям Уоллес (ок. 1270—1305) — шотландский рыцарь и военачальник, предводитель шотландцев в войне за независимость от Англии.
- Эндрю Харкли, 1-й граф Карлайл (ок. 1270—1323) — английский военачальник, шериф Камберленда.
- Хью ле Диспенсер Младший (ок. 1285/1287—1326) — королевский канцлер, фаворит короля Англии Эдуарда II.
- Томас Мор (1478—1535) — мыслитель, государственный деятель, писатель, святой Римско-Католической Церкви[† 1].
- Джон Хоутон[англ.] (ок. 1486—1535) — мученик, святой Римско-Католической Церкви.
- Джон Пэйн (1532—1582) — священник, мученик, святой Римско-Католической Церкви.
- Томас Форд[англ.] (?—1582) — священник, мученик Римско-Католической Церкви.
- Ричард Гвин (Уайт)[англ.] (ок. 1537—1584) — уэльский школьный учитель, мученик, святой Римско-Католической Церкви.
- Джон Финч[англ.] (ок. 1548—1584) — мученик Римско-Католической Церкви.
- Эдуард Джеймс[англ.] (ок. 1557—1588) — священник, мученик Римско-Католической Церкви.
- Уильям Дин[англ.] (?—1588) — священник, мученик Римско-Католической Церкви.
- Ральф Крокетт[англ.] (?—1588) — священник, мученик Римско-Католической Церкви.
- Эдмунд Дженнингс (1567—1591) — священник, мученик, святой Римско-Католической Церкви.
- Уильям Хэкет[англ.] (?—1591) — пуританин, религиозный фанатик.
- Гай Фокс (1570—1606) — дворянин-католик, участник Порохового заговора против короля Англии и Шотландии Якова I.
- Оливер Кромвель (1599—1658) — вождь Английской революции, лорд-протектор Англии, Шотландии и Ирландии (казнён посмертно).
- Грегори Клемент (1594—1660) — политический деятель, сторонник парламента во время Английской революции, комиссар суда, вынесшего смертный приговор королю Англии Карлу I.
- Хью Питер (1598—1660) — религиозный проповедник, сторонник казни короля Англии Карла I.
- Адриан Скруп (1601—1660) — аристократ, сторонник парламента во время Английской революции, подписавший смертный приговор королю Англии Карлу I.
- Томас Харрисон (1616—1660) — военачальник, сторонник парламента во время Английской революции, подписавший смертный приговор королю Англии Карлу I.
- Фрэнсис Хэкер[англ.] (?—1660) — военачальник, сторонник парламента во время Английской революции, подписавший смертный приговор королю Англии Карлу I[† 2].
- Джон Кук (1608—1660) — первый Генеральный солиситор Английской республики, председатель суда, вынесшего смертный приговор королю Англии Карлу I.
- Оливер Планкетт (1629—1681) — архиепископ Армы, примас всей Ирландии, мученик, святой Римско-Католической Церкви.
- Томас Армстронг (ок. 1633—1684) — офицер, член английского парламента.
- Франсуа Анри де ля Мотт[англ.] (?—1781) — французский шпион.
- Эдуард Деспард (1751—1803) — ирландский военачальник на британской службе, губернатор Британского Гондураса.
- Иеремия Брандрет (1790—1817) — предводитель Пентричского бунта («Ноттингемский капитан»).

1. ↑  Повешение, потрошение и четвертование заменено отсечением головы.
2. ↑  Повешение, потрошение и четвертование заменено повешением до смерти.

## В популярной культуре
- Описание повешения, потрошения и четвертования встречается в ряде известных литературных произведений, в том числе историческом романе французского писателя Мориса Дрюона «Французская волчица» (1959) из цикла «Проклятые короли» (1955—1977) и биографическом романе английского писателя и литературоведа Энтони Бёрджесса о Кристофере Марло «Мертвец в Дептфорде[англ.]» (1993).

Двадцать четвёртого ноября на площади перед замком воздвигли помосты для публики, выше установили эшафот, чтобы многочисленные зрители ничего не упустили из этого захватывающего зрелища. <…>

Зазвучали трубы и рожки. Подручные палачей привели и раздели донага Хьюга младшего. Когда его длинное белое тело с округлыми бёдрами и чуть впалой грудью было выставлено напоказ, — рядом стояли палачи в красных рубахах, а внизу торчал целый лес пик лучников, окружавших эшафот, — в толпе раздался злорадный хохот. <…>

Вновь заиграли рожки. Хьюга положили на эшафот, привязали руки и ноги к лежащему кресту святого Андрея. Палач, не торопясь, вострил на точиле нож, похожий на нож мясника, потом попробовал мизинцем его лезвие. Толпа затаила дыхание. Тут подручный палача приблизился к Хьюгу и ухватил щипцами его мужскую плоть. По толпе прошла волна истерического возбуждения, от топота ног сотрясались помосты. И несмотря на этот страшный грохот, все услышали пронзительный, душераздирающий вопль Хьюга, единственный его вопль, который сразу смолк, а из раны начала хлестать фонтаном кровь. Уже бесчувственное тело было оскоплено. Отсечённые части были брошены в печь, прямо на раскалённые угли, которые раздувал один из подручных. Вокруг пополз отвратительный запах горелого мяса. Глашатай, стоявший перед трубачами, возвестил, что с Диспенсером поступили так потому, что «он был мужеложец, совратил короля на путь мужеложества и изгнал королеву с супружеского её ложа».

Затем палач, выбрав нож покрепче и пошире, рассёк ему грудь поперёк, а живот вдоль, словно резал свинью, нащупал щипцами ещё бившееся сердце, вырвал его из груди и тоже бросил в огонь. Снова затрубили трубачи, и снова глашатай заявил, что «Диспенсер был изменником со лживым сердцем и своими предательскими советами нанёс вред державе».

Палач вынул внутренности Диспенсера, блестевшие, словно перламутр, и, потрясая ими, показал толпе, ибо «Диспенсер кормился добром не только знатных, но и бедных людей». И внутренности также превратились в густой серый дым, смешавшийся с ноябрьским холодным дождём. После этого отсекли голову, но не ударом меча, а ножом, так как голова свисала между перекладинами креста; и тут глашатай объявил, что было это сделано потому, что «Диспенсер обезглавил знатнейших сеньоров Англии, и потому, что из головы его исходили дурные советы». Голову Хьюга не сожгли, палач отложил её в сторону, дабы отправить потом в Лондон, где её намеревались выставить на всеобщее обозрение при въезде на мост.

Наконец то, что оставалось от этого длинного белого тела, было разрублено на четыре части. Эти куски решено было отправить в самые крупные после столицы города королевства.— Морис Дрюон. «Французская волчица»
- Казнь предводителя шотландцев в войне за независимость от Англии Уильяма Уоллеса изображена в историческом фильме Мела Гибсона «Храброе сердце» (США, 1995).
- Казнь через повешение, потрошение и четвертование в несколько видоизменённом виде подробно показана в британских телевизионных мини-сериалах «Елизавета I» (2005) и «Порох» (2017).
- «Hung, Drawn and Quartered» — 1-я композиция в альбоме Death Shall Rise (1991) британской дэт-метал-группы Cancer.
- «Hanged, Drawn and Quartered» — 13-я композиция в альбоме Pile of Skulls (1992) немецкой метал-группы Running Wild.
- «Hung, Drawn and Quartered» — 1-я композиция в альбоме Stalingrad (2012) немецкой рок-группы Accept.

## Комментарии
1. ↑  Согласно приговору, английского государственного деятеля, мыслителя и писателя Томаса Мора, осуждённого за отказ признать религиозное верховенство Генриха VIII, должны были «влачить чрез лондонский Сити до Тайберна, там повесить до полусмерти, затем заживо снять с петли, отсечь ему срамные части, вспороть живот, сжечь внутренности, прибить по одной четверти тела над четырьмя воротами Сити, а голову выставить на Лондонском мосту[1]». Накануне казни Мору была объявлена королевская милость: замена повешения, потрошения и четвертования простым отсечением головы[1]. Для полковника Фрэнсиса Хэкера[англ.], подписавшего смертный приговор Карлу I и казнённого Карлом II в 1660 году, четвертование — после униженных просьб сына осуждённого к королю — было заменено повешением до смерти; при этом тело Хэкера было отдано родственникам для погребения[2].
2. ↑  До 1351 года измена в Англии и наказание за неё определялись Судебником Альфреда Великого. В пересказе британского историка Патрика Уормолда[англ.]: «ежели кто злоумышляет на жизнь короля <…> [или жизнь своего лорда], он должен ответить своею жизнью и всем, что имеет <…> или оправдаться, уплатив королю [лорду] виру»[13].
3. ↑  Женщины считались законной собственностью своих мужей[20], поэтому преступница, осуждённая за убийство мужа, обвинялась не просто в убийстве, а в «малой измене». Подрыв общественного устройства расценивался как особенно тяжкое злодеяние, заслуживавшее гораздо более суровой кары, чем обычное повешение[21].
4. ↑  Эдвард Кок: «И поскольку в будущем могут произойти многие подобные случаи измены, о коих теперь невозможно ни помыслить, ни объявить, установлено, что, столкнувшись со случаем предполагаемой измены, не входящим в число вышеуказанных, судье надлежит воздержаться от вынесения приговора до тех пор, пока не будет обсуждено и объявлено пред королём и его парламентом, до́лжно ли полагать означенный случай изменою или иным злодеянием»[27].
5. ↑  Приговор Харрисона гласил: «Чтобы ты был доставлен в то место, из коего пришёл, и оттуда проволочён к месту казни, после чего ты будешь повешен за шею и ещё живым срезан с верёвки, твои срамные части будут отсечены, а внутренности извлечены из тела и, ещё при живом тебе, сожжены у тебя на глазах, а голова отсечена, а тело разделено начетверо, головою же и останками распорядятся так, как будет угодно Королевскому величеству. И да помилует Господь твою душу»[51].
6. ↑  Согласно Сеймуру Филлипсу (англ. Seymour Phillips), «Все добрые люди королевства — большие и малые, богатые и бедные — полагали Диспенсера изменником и вором; за последнее он был приговорён к повешению. Как изменника, его должны были проволочить и четвертовать, разослав части тела по всему королевству; как преступника — обезглавить; как злоумышленника, посеявшего раздор между королём, королевой и жителями королевства, — выпотрошить, предав внутренности огню; в итоге он был объявлен изменником, тираном и отступником»[56]. По мнению американского психолога и писателя профессора Роберта Кэстенбома (англ. Robert Kastenbaum), вероятной целью посмертного расчленения тела Диспенсера было напоминание зрителям о том, что власти не потерпят инакомыслия. Кроме того, подобные представления могли иметь целью усмирить гнев толпы, лишить труп преступника человеческого подобия, отнять у семьи казнённого возможность устроить ему достойные похороны и даже высвободить злых духов, засевших в его теле[57]. Обычай потрошить изменника, возможно, произошёл из средневековой веры в то, что мысли о предательстве гнездятся во внутренностях злодея, подлежавших «очищению огнём»[58]. «Предательские помыслы» Эндрю Харкли, «зародившиеся в его сердце, кишках и внутренностях», следовало «изъять и сжечь дотла, развеяв прах по ветру» — так же, как это было проделано с Уильямом Уоллесом и Жильбером де Миддлтоном (англ. Gilbert de Middleton)[59].
7. ↑  Иногда на мосту выставлялись женские головы — например, голова Элизабет Бартон, прислуги, ставшей монахиней и казнённой за предсказание ранней смерти Генриха VIII. В 1534 году Бартон была проволочена в Тайберн, повешена и обезглавлена[67].
8. ↑  По обычаю женщин-изменниц сжигали, предварительно задушив до смерти, но в 1726 году палач, отвечавший за казнь Кэтрин Хейс, исполнил свою работу крайне неумело, из-за чего преступница сгорела заживо. Хейс стала последней женщиной в Англии, сожжённой на костре[79].
9. ↑  Первый законопроект Форстера, беспрепятственно проведённый через обе палаты Парламента, был аннулирован после смены правительства[96].